# Teófilo (consular)
Teófilo (em latim: Theophilus; m. 354) foi um oficial romano do século IV, ativo durante o reinado do imperador Constâncio II (r. 337–361). Aparece em 354, quando era consular da Síria, e foi morto por uma multidão em Antioquia por instigação do césar Constâncio Galo numa crise famélica; Libânio menciona o episódio nalguns de seus escritos. Estratégio Musoniano, quando ocupou a posição de prefeito pretoriano do Oriente, conduziu o julgamento dos envolvidos em seu assassinato.